# 宮本淳
宮本淳（日语：／ Miyamoto Jun，1月25日—）是一名日本男性聲優，東京都出身，Kenyu Office所屬。

## 人物
畢業於，曾隸屬於アールグルッペ，現隸屬於Kenyu Office。
聲音類型為男中音。興趣是卡拉OK、遊戲與甜點。專長是運動（各類球類運動）與活動身體。
與史克威爾艾尼克斯的員工宮本淳是不同的人。

## 演出作品
※粗體字為主要角色。

### 電視動畫
2015年
- 駭客娃娃 THE·Anima~tion（Lovely yellow大佐）

2017年
- 銀之守墓人（ショウケイ）
- 慕留人-火影忍者新世代-（電氣的父親／雷門越歷）
- Princess Principal（警察）
- 黑色五葉草（布莫達、村人、瑪格那的朋友、搶包犯、馬赫）
- 我的女友是個過度認真的處女bitch（香坂夏雄[3]）
- 銀魂.（斬人狂千兵衛）
- 血界戰線 & BEYOND（鮑恩）
- 魔法使的新娘（村人）

2018年
- 黑色五葉草（傳令、老師、教官、三葉草國王、加莫料理長）
- 銀魂.（傳令、老師、教官、三葉草國王、加莫料理長）
- 紫羅蘭永恆花園（酒館店主）
- Fate/EXTRA Last Encore（男性御主）
- 賽馬娘 Pretty Derby（男性）
- 寶可夢 太陽&月亮（ジョージ・チャランピーノ）

2019年
- 黑色五葉草（扎庫斯護衛、本·本凡克）
- 琴之森（拉海爾）
- 傀儡馬戲團（巴斯·納什）
- 多羅羅（行商人）
- 進擊的巨人 Season 3（調査兵）
- 花牌情緣3（豬熊智、南雲會男）
- 我的英雄學院 第4期（天蓋壁慈[4]、職業英雄）

2020年
- 花牌情緣3（裁判）

2021年
- 進擊的巨人 The Final Season（葛利茲）
- 平穩世代的韋駄天們（研究員）

2022年
- 秘密內幕～女警的反擊～（安田）

2023年
- BLEACH 千年血戰篇-訣別譚-（死神）

2024年
- 蜻蛉高球（五十嵐的後輩）

2025年
- 正義使者 -我的英雄學院之非法英雄-（夜早川跋人）

### 劇場版動畫
2015年
- 屍者的帝國

2016年
- （田中人事課長）

2019年
- 生日幻境（中古廣播的店主）
- 甲鐵城的卡巴內里 海門決戰（砲兵、武士）

### 網路動畫
2017年
- 銃娘（旁白、ロボ、灰灰）

### 遊戲
2015年
- 萬眾狂歡（英语：Everybody's Gone to the Rapture）
- 異塵餘生4

2016年
- 刀劍神域 虛空幻界 DLC深淵的巫女
- 駭客入侵：人類岐裂
- 問答RPG 魔法使與黑貓維茲（[5]）

2017年
- 陰陽師[6]
- 邪靈入侵2
- 絕命患者（ゴードン・ベネット）
- 蒼焔の艦隊
- 信長之野望·大志
- 地平線 黎明時分
- 無盡對決（ザスク）

2018年
- 銀魂亂舞（春雨／春雨〈烙陽〉、辰羅、真選組隊士、見廻組、伊賀忍軍）
- 三國 -IKUSA-
- 審判之眼：死神的遺言
- -TABAKARI NO HIME-
- 黑色五葉草 騎士四重奏（ミネス）
- 樂高漫威超級英雄2（英语：Lego Marvel Super Heroes 2）

2019年
- 空戰奇兵7 未知天際（長距離戰略打撃群司令官）
- 寶可夢大師（寶可夢收藏家、發燒友俱樂部）

2020年
- 人中之龍7 光與闇的去向
- Final Fantasy VII 重製版
- 最後生還者 第II章（男民兵）

2021年
- 決鬥大師PLAY'S（超神星ビッグバン・アナスタシス、無頼封魔アニマベルギス、ボルメテウス・剣誠・ドラゴン 他）
- 審判之逝：湮滅的記憶（九十九誠一[7]）

2023年
- 歧路旅人II
- 蔚藍色法則 [8]

2024年
- 昊緣（落猿大聖[9]）
- 怪物彈珠（赤岩一角[10]）
- 鋼嵐（[11]、シセロ・ライト）
- 漫威爭鋒（制裁者、酷寒戰士[12]）

## 外部連結
- 宮本 淳:ケンユウオフィス
- 宮本淳的X（前Twitter）
- 宮本淳のプロフィール・画像・写真 - WEBザテレビジョン
- 宮本淳 - Oricon
- 宮本淳 - allcinema
- Jun Miyamoto - TMDb